# Emil Müller (Missionar)
Karl Emil Müller (* 25. Oktober 1868 in Zschopau; † 3. Juni 1940 in Nadelwitz) war ein evangelisch-lutherischer Theologe, Pfarrer und Missionar der Leipziger Mission in Deutsch-Ostafrika.

## Werdegang
Emil Müller war das älteste von vier Kindern des Leinewebers und späteren Landbriefträgers Franz Eduard Müller (1843–1913) und seiner Frau Amalie Wilhelmine Müller, geborene Schmidt (1841–1908). Die Familie wohnte in Zschopau im Haus Brühl 299 (heute Brühl 19), ab 1876 im Haus am damaligen Königsplatz 287 (heute An den Anlagen 11) und zwei Jahre später im Haus Seminarstraße 244 (heute Seminarstraße 4; 2010 abgerissen), bis sie 1883 nach Chemnitz umzog.
Ab 1875 besuchte er die Bürgerschule in Zschopau und das Gymnasium in Plauen, danach arbeitete er als Schreiber und trat zu Ostern 1887 in das Missionsseminar Leipzig ein. Auf seinen Einsatz in Ostafrika bereitete er sich anschließend mit dem Erlernen des Bäckerhandwerks vor.
Müller wurde zu Pfingsten, am 24. Mai 1893, in Leipzig nach Ostafrika abgeordnet und erreichte Madschame (heute Machame) am 5. Oktober 1893. Emil Müller gehörte mit Traugott Päsler, Gerhard Althaus, Robert Fassmann und Albin Böhme zu den Begründern der Missionsarbeit in Deutsch-Ostafrika mit der Missionsstation Nkarungo.
Bald nach der Errichtung der Station wurde die Station um eine Schule und eine Einrichtung für die medizinische Versorgung der Einwohner erweitert. Als Leiter der Station (Stationarius) legte Müller Wert auf das friedliche Zusammenleben mit den Einwohnern. Sein Augenmerk galt der Unterweisung und Unterrichtung der Einwohner in ihrer Muttersprache.
1910 wurde er stellvertretender Vorsitzender des Missionsrates und blieb auch während des Ersten Weltkriegs dort. Danach wurden alle Missionare zwangsweise in die Heimat gebracht: Nach Kriegsende musste Deutschland mit dem Inkrafttreten des Versailler Vertrages 1920 alle Kolonien abtreten, das ehemalige Deutsch-Ostafrika kam als Mandatsgebiet unter britische Verwaltung. Die Missionare mussten am 13. August 1920 das Land verlassen.
Müller kam am 23. November 1920 in Leipzig an und übernahm am 21. Juli 1921 vikarisch das Pfarramt Oberschlema. 1922 wurde er zweiter Pfarrer in Penig, dann Pfarrer in Königsfeld 1923 und Mitglied des Missionskollegiums 1927.
Von 1931 bis 1933 war Emil Müller erneut in Madschame, um dort den Aufbau einer Ausbildungsstätte für einheimische Prediger zu unterstützen. Danach übernahm er wieder sein Pfarramt in Königsfeld und die Arbeit im Missionskollegium.
Emil Müllers Lebenswerk, das Wörterbuch der Djaga-Sprache (zu dem Bantuvolk der Chagga, das um den Kilimandscharo lebt, gehören rund 800.000 Menschen) wurde 1947 veröffentlicht.

## Familie
Emil Müller heiratete am 17. Dezember 1895 auf Sansibar Elisabeth Hoffmann. Das Ehepaar Müller hatte drei Töchter und drei Söhne: Hanna (* 1896), Martha (* 1898), Gertrud (* 1899), Walter (* 1901), Karl (* 1903) und Martin (* 1905).

## Veröffentlichungen
- Ein Wort zum Frieden. Buchh. d. Pilgermission, Gießen 1913
- Aus der Tiefe in die Höh': 20. Okt. 1896–1936; Segebrock u. Ovir, unsere Blutzeugen am Meru. Verl. d. Ev.-luth. Mission, Leipzig 1936 DNB 575573686
- Madschame – Die älteste Leipziger Station am Kilimanjaro, Leipzig 1936
- Wörterbuch der Djaga-Sprache, gesprochen am Kilimandjaro in Ostafrika. Verlag Eckardt & Messtorff, Hamburg 1947 DNB 453480950

## Weitere Veröffentlichungen
- Andreas Kecke: Die aufgegangene Saat – Die Anfänge der Leipziger Mission am Kilimanjaro. weltweit Neuer Verlag der Leipziger Mission, Gesamtgestaltung: Antje Lanzendorf. 172 Seiten, Leipzig 2020, ISBN 978-3-949016-00-4
- Andreas Kecke: Der aufgegangene Samen der Leipziger Mission. 32 Seiten, Format A5, Selbstverlag, Bautzen 2008